# オリンピック・リヨン
- オランピック・リヨネ

オリンピック・リヨン（Olympique Lyonnais、フランス語発音: [ɔlɛ̃pik ljɔnɛ]）は、フランス・リヨンに本拠地を置くサッカークラブチーム。フランスサッカーのトップリーグ、リーグ・アンに所属している。

## 概要
スポーツ歴史家によると、1899年にリヨン・オランピック・ユニヴェルシテールのサッカーチームとして形作られたというが、国家的見地から言えば1950年創設である。クラブの黄金期は2000年代であり、2001-02シーズンにリーグ・アン（1部、かつてはディヴィジョン・アン）で初優勝すると、2007-08シーズンまで7連覇を果たした。トロフェ・デ・シャンピオンでは7回、クープ・ドゥ・フランスでは5回、リーグ・ドゥ（2部、かつてはディヴィジョン・ドゥ）では2回優勝している。2012-13シーズン開幕時点で、UEFAチャンピオンズリーグには12回出場している。これまでに4回ベスト8以上の成績を挙げており、2009-10シーズンには過去最高のベスト4となった。クラブカラーは白色・赤色・青色である。かつてはG-14（ヨーロッパビッグクラブ連合体）に加盟しており、現在は欧州クラブ協会に加盟している。
リヨンはフランスで最も人気のあるクラブのひとつであり、人口の11%がリヨンのサポーターである。この調査ではオリンピック・マルセイユの数字が最も高く、リヨンとパリ・サンジェルマンFCがマルセイユに続いている。デロイト・フットボール・マネー・リーグにおいては、2008-09シーズンに139.6万ユーロの収入を得たとされ、これはフランスのクラブとしては最高の数字である。国籍を問わず、若手の育成に長けたクラブとしても知られている。2000年代だけを見ても、マイケル・エッシェン、フローラン・マルダ、ジュニーニョ・ペルナンブカーノ、クリス、エリック・アビダル、マアマドゥ・ディアッラ、パトリック・ミュラー、カリム・ベンゼマなどはリヨンで飛躍的に成長した選手である。女子チームはフランス屈指の強豪であり、フランス女子サッカーリーグ1部（ディヴィジオン・アン）で9回優勝している。女子フランスカップでは4回優勝しており、UEFA女子チャンピオンズリーグでは5連覇を含む、最多となる計7回優勝している。

## 歴史

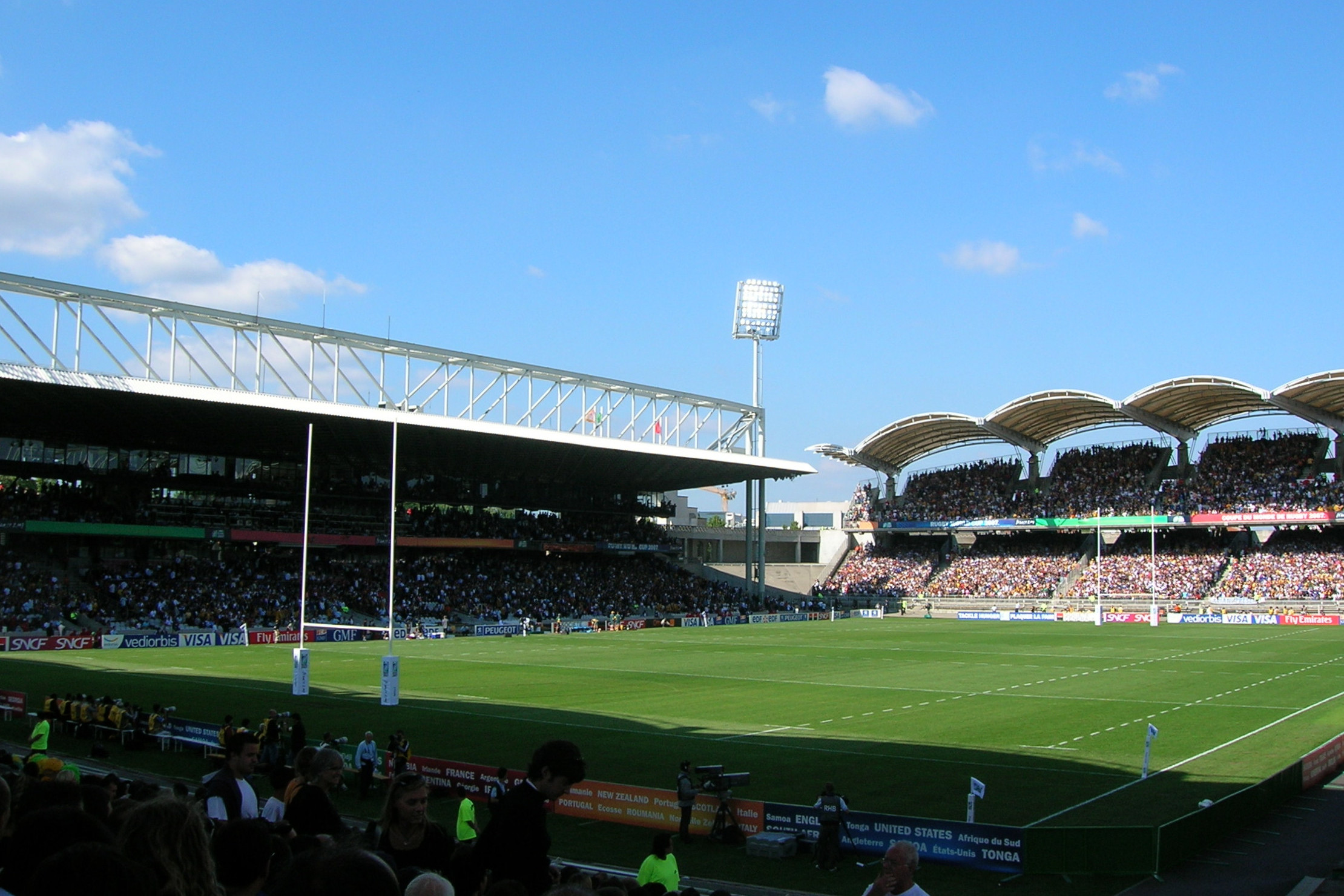
スタッド・ジェルラン

### 1950年代
ラグビークラブであるリヨン・オランピック・ユニヴェルシテール（LOU、Lyon Olympique Universitaire）のサッカー部門として、1896年にラシン・クラブ・ド・リヨン(Racing Club de Lyon)が設立された。クラブ内部での意見の不一致が理由で、アマチュア選手とプロ選手が混在していたため、Félix Louot監督とその仲間たちは自らのクラブを立ち上げることを目論んだ。1950年8月3日、Albert Trillat博士と多くの賛同者によって公式にオリンピック・リヨンが設立され、Louotの構想が実を結んだ。初代監督にはOscar Heissererが就任。8月26日にCAパリ＝シャレントンとの間で初試合が行われ、3,000人の観客の前で3-0で勝利を収めた。創設2年目の1951年にはディヴィジョン・ドゥ（2部、現リーグ・ドゥ）で優勝し、ディヴィジョン・アン（1部、現リーグ・アン）に昇格。1953-54シーズン（ディヴィジョン・ドゥ在籍）を除き、1950年代の残りの期間もディヴィジョン・アンの地位を保ち続けた。

### 1960-1970年代
1960年代や1970年代には、Fleury Di Nallo、ネストール・コンバン、Serge Chiesa、ベルナール・ラコンブ、ジャン・ジョルカエフなどが在籍し、なかなかの成績を残した。Lucien Jasseron監督に率いられた1963-64シーズンには、クープ・ドゥ・フランス決勝でFCジロンダン・ボルドーを2-0で破って初優勝を飾った。Jasseron監督はその後もまずまずの成績を残したが、1965-66シーズンは16位に終わった。Jasseron監督は退任してLouis Hon監督が就任すると、1966-67シーズンのクープ・ドゥ・フランス決勝ではFCソショーを3-1で破って2度目の優勝を果たした。1968年代には、選手時代にリヨンでレジェンドの地位を築いたAimé Mignotが監督に就任。Mignot監督の下、1972-73シーズンのクープ・ドゥ・フランス決勝ではFCナントを2-1で破って3度目の優勝を果たした。その後は低迷を続け、1982-83シーズン終了後にディヴィジョン・ドゥ降格となった。

### オラス会長就任
1987年に実業家のジャン＝ミシェル・オラスが会長に就任すると、オラス会長はディヴィジョン・アン復帰と欧州カップ戦出場を目標に掲げた。1988-89シーズンにディヴィジョン・ドゥで優勝してディヴィジョン・アン復帰を決めると、1989年7月にレイモン・ドメネクを監督に招聘し、「白紙の小切手」を渡して積極的な戦力補強を行った。1989-90シーズンは昇格初年度ながら8位となり、UEFAカップ出場権を獲得。1990-91シーズンは5位、1991-92シーズンは6位、1992-93シーズンは14位となった。1993年夏にドメネク監督が退任し、かつてフランス代表を率いたジャン・ティガナ監督が就任した。1993-94シーズンは8位だったが、1994-95シーズンには2位に躍進した。

### 2000年代の黄金期
2000年代はクラブの黄金期となった。2001年にはクープ・ドゥ・ラ・リーグで初優勝し、2001-02シーズンにはディヴィジョン・アンで初優勝を飾った。2002-03シーズンにはリーグ戦2連覇、2003-04シーズンにはリーグ戦3連覇を遂げ、同シーズンのUEFAチャンピオンズリーグではベスト8となった。2005-06シーズンにはリーグの連覇記録を更新する5連覇を達成し、2007-08シーズンには7連覇目を記録するとともに、クープ・ドゥ・フランスでも優勝して2冠を達成。UEFAチャンピオンズリーグでは決勝トーナメント1回戦でマンチェスター・ユナイテッドFC（イングランド）に敗れたが、マンチェスター・Uは同シーズンの大会で優勝した。2008年6月、下部組織の選手育成・強化を目的に、姉妹都市の横浜市に本拠地を置く日本の横浜F・マリノスと業務提携を結んだ。同夏のシーズンオフには、リールを指揮していたクロード・ピュエル監督を招聘し、ウーゴ・ロリス、ジャン・マクーン、エデルソンなど若手有望株を獲得し、世代交代を図りつつも8連覇を目指した。序盤戦から2009年4月初めまで首位を走り続けたが、ジュニーニョ・ペルナンブカーノなどのベテランを怪我で欠いたチームには一体感と躍動感が不足し、ボルドーとマルセイユの後塵を拝してリーグ連覇記録が途絶えた。8連覇はならなかったが、UEFAチャンピオンズリーグの出場権は確保した。UEFAチャンピオンズリーグでも決勝トーナメント1回戦でFCバルセロナ（スペイン）に敗れたが、前シーズンと同じく、リヨンを倒したバルセロナが優勝を飾った。
2009年夏のプレシーズンにはカリム・ベンゼマ、ジュニーニョなどの主力がチームを去ったが、7200万ユーロ（約95億円）をかけてバフェタンビ・ゴミ、リサンドロ・ロペス、ミシェル・バストスなどのスター選手を獲得した。2009-10シーズンのUEFAチャンピオンズリーグでは順調に勝ち進み、準々決勝ではボルドーとの同国対決を制して初のベスト4となった。2010年夏には2200万ユーロを投じてヨアン・グルキュフを獲得したが、2010-11シーズンは3シーズン連続となる無冠に終わった。2011年6月にはピュエル監督が退任し、トップチームの監督は初経験となるレミ・ガルデが監督に就任した。クラブが緊縮財政路線に方針転換したため、大きな戦力の上澄みはなく、ジェレミー・トゥララン（マラガCFに移籍）やミラレム・ピャニッチ（ASローマに移籍）などが退団した。マキシム・ゴナロン、アレクサンドル・ラカゼット、クレマン・グラニエなどの若手が次々と台頭し、クープ・ドゥ・フランスで優勝したが、リーグ戦では4位に終わり、UEFAチャンピオンズリーグの出場権を逃した。同大会では、2003-04シーズンから2011-12シーズンまで9シーズン連続でベスト16以上の成績を残していた。2012年夏には絶対的な守護神だったウーゴ・ロリスが退団してトッテナム・ホットスパーFC（イングランド）に移籍した。
2014-15シーズンではユース出身の選手が活躍し、スタメンの半分以上がユース出身となることもあった。アレクサンドル・ラカゼットやコランタン・トリッソ、ナビル・フェキル、サミュエル・ユムティティなどの若手選手が次々とフランス代表に選出されている。リーグ戦においてはパリ・サンジェルマンの牙城を崩せず2位に終わった。
2015-16シーズンはマテュー・ヴァルブエナやラファエル・ダ・シウヴァなどを獲得。チャンピオンズリーグではグループリーグ敗退におわり、リーグ戦においても前年度と同様パリ・サンジェルマンに勝てず2位でシーズンを終えた。
2016-17シーズンは冬の移籍市場でメンフィス・デパイを獲得した。ヨーロッパリーグはベスト4まで進んだものの、リーグ戦においてはOGCニースの躍進もあり、4位でシーズンを終えた。
2017年夏はラカゼットとトリッソ、ゴナロンをそれぞれアーセナル、バイエルン、ローマに放出した一方で、マリアーノ・ディアスやベルトラン・トラオレらを獲得。

### 2020年代
2021年12月17日、クープ・ドゥ・フランス（2021年-2022年）9回戦をパリFCと戦ったが、ハーフタイム中にスタンドで騒動が発生して観客がピッチに乱入、試合は1-1のまま中止となった。後日、フランスサッカー連盟は両チームを失格とする処分を下した。
2025年6月24日、フランスサッカー経営管理総局(DNCG)は、悪化した財務状況の改善が見られないとして、2部リーグへの降格処分を決定した。これに対しリヨンは反発を示しており、今後異議申立てを行うとしている。7月9日、処分が覆りリヨンのリーグ・アン残留が決まった。

## 女子チーム
クラブは女子チームも所有しており、女子チームはフランス女子サッカーリーグ1部（ディヴィジオン・アン）に参戦している。このチームはかつてFCリヨンの一組織だったが、2004年夏にオリンピック・リヨンの女子チームとなった。スタッド・ジェルランから約400mの距離にあるプレーヌ・デ・ジュ・ド・ジェルラン (Plaine des Jeux de Gerland) で試合が開催されることが多い。

## 所有者と財政面
1987年6月15日より、リヨンはローヌ出身の実業家であるジャン＝ミシェル・オラスに所有されている。オラスはCEGID(Compagnie Européenne de Gestion par l'Informatique Décentralisée)の設立者であり、現在は同社の最高経営責任者(CEO)である。クラブが抱えていた負債を一掃した後、オラス会長は運営面を再構築し、財政面を立て直した。会長就任当時にはディヴィジョン・ドゥ（2部、現リーグ・ドゥ）に在籍していたクラブを、20年後にはヨーロッパでもっとも裕福なクラブのひとつに変容させた。しかし、オラス会長のクラブ運営方法にはビジネス的な側面が強く、強い批判にもさらされている。オラス会長はG-14（ヨーロッパビッグクラブ連合体）の最後の会長であり、現在は欧州クラブ協会の委員のひとりである。
クラブはOLグループ(OLG)としてユーロネクストに上場している。2004-05シーズン版のデロイト・フットボール・マネー・リーグ（ヨーロッパにおけるサッカークラブの収入による長者番付）によれば、リヨンの売上高は9290万ユーロで15位であり、フランスのクラブ中第1位だった。2005-06シーズン版では1億2770万ユーロで11位（フランス1位）、2006-07シーズン版では1億4060万ユーロで13位（フランス1位）、2007-08シーズン版では1億5570万ユーロで12位（フランス1位）だった。2008-09シーズン版では1億3960万ユーロで13位（フランス1位）と、収入・順位ともに全シーズンを下回った。2009-10シーズン版では1億4610万ユーロで14位（フランス1位）だったが、2010-11シーズン版では1億3280万ユーロで17位であり、マルセイユに抜かれてフランスのクラブ中第2位となった。2008年4月、経済を取り扱うフォーブス誌はリヨンを世界で13番目に価値の高いサッカークラブと評価した。フォーブス誌は負債を除いたリヨンの評価額を4億800万ドル（約2億7560万ユーロ）と算出した。

## スタジアム

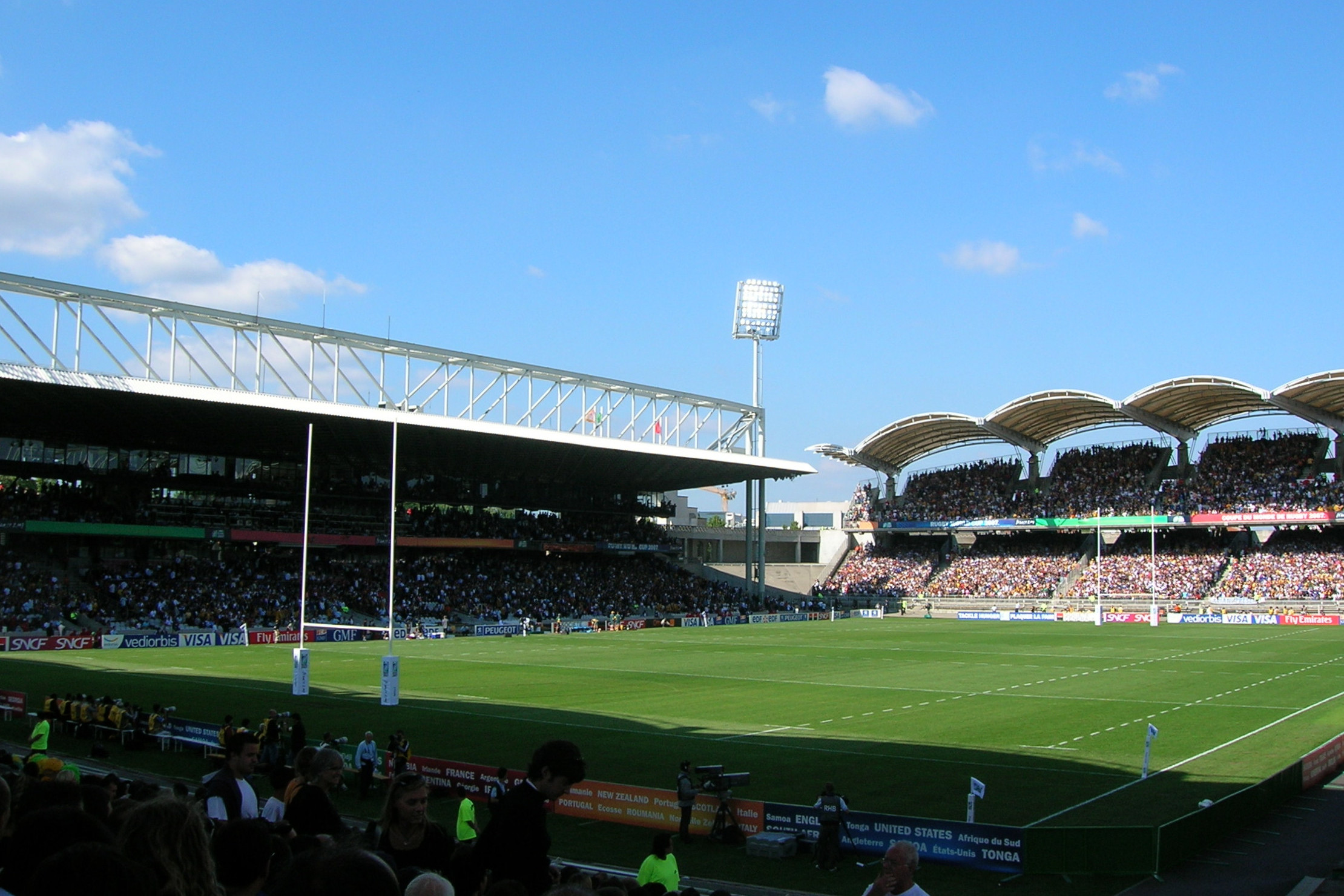
スタッド・ジェルランの様子 (2007年のRWC)

### スタッド・ジェルラン
オリンピック・リヨンは創設された1950年から2016年にパルク・オリンピック・リヨンが完成されるまでの66年間、リヨン市営のスタッド・ジェルランをホームスタジアムとして使用していた。1910年、リヨン市のエドゥアール・エリオ市長は、陸上トラックと自転車競技トラックを持つスタジアムの建設計画を発案した。1912年には建設計画が公式に認可され、地元の建築家であるトニー・ガルニエに設計と建設の指揮権が与えられた。1914年に建設が開始され、同年の万国博覧会開幕までに完成することが期待されたが、第一次世界大戦が勃発したため、建設は一時的に中断した。1920年までにはスタジアムが完成していたが、1926年にエリオ市長によって落成式が行われた。当初、スタジアムには自転車競技トラックがあったが、収容人数を50,000人に増加させるために除去された。1984年には建築家のRene Gagisによって小規模な改築が行われ、ジャン・ブワン・スタンド（南側スタンド）とジャン・ジョレス・スタンド（北側スタンド）が増設された。1998年にはフランスで1998 FIFAワールドカップが開催される予定だったが、国際サッカー連盟(FIFA)は「FIFAワールドカップも含めた国際試合に使用される全てのスタジアムは、全着席式でなければならない」としたため、ジェルランはFIFAワールドカップ開催のためにさらなる改築が必要とされた。この改築は建築家のAlbert Constantinの指揮下で行われ、新生ジェルランは40,500人収容となった。

### パルク・オリンピック・リヨン
2007年2月27日、リヨン市長が新スタジアムの建設計画を明らかにした。この計画では、新スタジアムは2010年7月に完成予定だった。2008年9月1日、ジャン＝ミシェル・オラス会長は60,000人収容の新スタジアムの建設計画を発表した。この計画によると、スタッド・デ・リュミエール（仮称）と呼ばれる新スタジアムはリヨン郊外のデシーヌ＝シャルピューにある50ヘクタールの土地に建設され、最先端の練習設備を持つほか、周囲には2棟のホテルや娯楽施設も立地し、商業機能やオフィス機能も持つ複合型施設となる。同年10月13日、ローヌ県議会、リヨン都市共同体（リヨン周辺の都市圏コミューン）、SYTRAL（ローヌ県・リヨン都市圏交通混成事務組合、リヨン・メトロなどを運行）によって計画が承認され、スタジアム建設のためにデシーヌ＝シャルピュー市から約1億8000万ユーロの公的資金が、リヨン都市圏から6000万-8000万ユーロの公的資金が投じられる。しかし、発表以降のクラブ側の努力も空しく、行政手続きの遅延、政治的利害関係、建設反対派の様々な抵抗運動などによって着工が妨げられている。反対派は納税者やデシーヌ＝シャルピュー市のために、スタジアム建設における財政的、環境的、社会的な不正を訴えている。建設計画は不確実な状態にあるが、多くの人間はスタジアムが2013年までに完成すると推測していた。2009年9月22日、レキップ紙は「UEFA EURO 2016の開催地（12ヶ所）のひとつとして、フランスサッカー連盟(FFF)によってスタッド・デ・リュミエールが選出された」と報じた。同年11月11日、フランスサッカー連盟は公式に開催地を発表し、リヨン市も開催地に選出された。新スタジアムは2012年2月に建設許可が下り、2016年1月に完成。

### 練習施設
Centre Tola Vologeはクラブの練習施設であり、またクラブの本部が置かれている。リヨン市内に位置し、スタッド・ジェルランからそれほど遠くない場所にある。Tola Vologeと呼ばれたAnatole Tologeの名前が冠されているが、Tologeはリヨン出身のスポーツ選手であり、第二次世界大戦中にゲシュタポによって殺害された。この練習施設は高いレベルの練習で知られており、下部組織からはリュドヴィク・ジュリ、シドニー・ゴヴ、カリム・ベンゼマ、ハテム・ベン・アルファなどの優秀な選手を輩出している。男子トップチームの練習場があり、リザーブチーム、男女のユースチーム、女子トップチームはホームグラウンドとしても使用する。かつてリヨンの選手だったAlain Olioがセンター長を務めている。

## サポーター

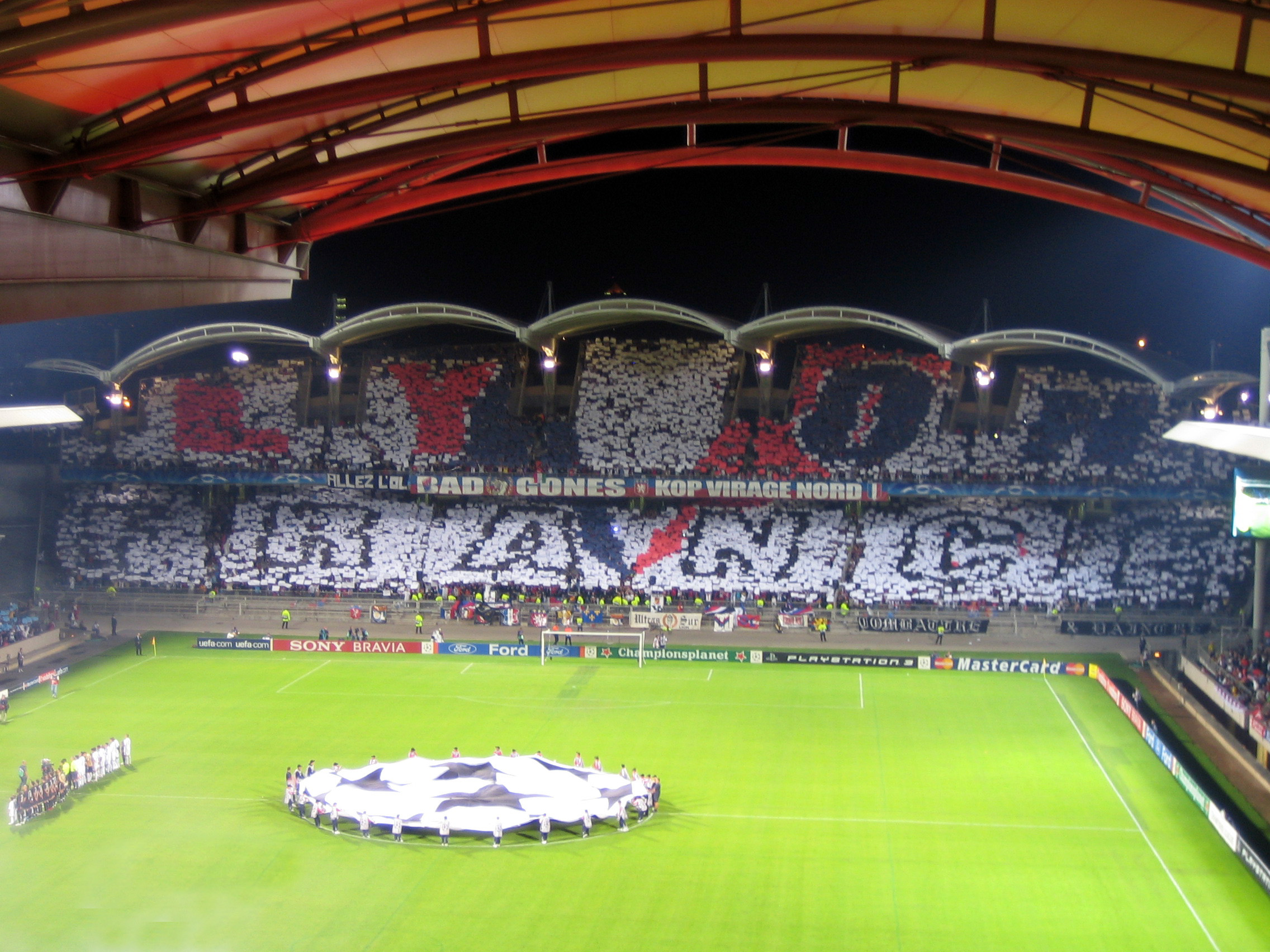
スタッド・ジェルラン北側スタンドのサポーター

多くのグループからなる、非常に活動的で忠誠心のあるサポーターを抱えている。最も有名なグループに「Bad Gones」（悪童）があり、スタッド・ジェルランの北側スタンドの一角を占めている。ジャン＝ミシェル・オラスが会長に就任したのと時期を同じくして、1987年に設立されたBad Gonesは、2007-08シーズン中に設立20周年を迎えた。クラブがリーグ・アンを支配する存在であり、UEFAチャンピオンズリーグの常連であることから、Bad Gonesはヨーロッパで高い名声を得ている。その他の有名なグループには、南側スタンドの一角を占める「Cosa Nostra Lyon」などがある。このグループは、1993年設立の「Lugdunums」と2000年設立の「Nucleo Ultra」が合併して 2007年に設立された。その他には、2000年設立の「Hex@gones」は南側スタンドの一角に陣取り、「Gastrogones」はジャン・ブワン・スタンドに陣取り、「O'Elles Club」はジャン・ジョレス・スタンドに陣取る。クラブにはリヨン市外を拠点とするサポーターグループも存在する。「Gones 58」はブルゴーニュ地域圏のニエーヴル県が原点である。「Gones 26」はドローム県・ヴァランスに起源を持つ。小規模な「Septimagones」「Loups Marchois」「Dauphigones」は、それぞれラングドック＝ルシヨン地域圏・エロー県・エレピアン、リムーザン地域圏・クルーズ県、ローヌ＝アルプ地域圏・イゼール県に由来する。

## ライバル
歴史的に、ASサンテティエンヌとは健全なライバル関係にあり、両クラブの対戦はデュルビ・デュ・ローヌと呼ばれている。20世紀に入り、リヨンがリーグ・アンを支配するようになると、オリンピック・マルセイユ、FCジロンダン・ボルドー、パリ・サンジェルマンFC、LOSCリールなどに対してライバル意識を育んでいった。また、リヨンと同じくローヌ＝アルプ地域圏のクラブであるグルノーブル・フット38やASリヨン・ドゥシェールとの間にもいくらかのライバル意識が存在する。

### デュルビ・デュ・ローヌ
サンテティエンヌとの対戦はデュルビ・デュ・ローヌと呼ばれる。リヨンがディヴィジョン・アンに定着するようになったのは1960年代であり、この頃にサンテティエンヌに対してのライバル意識が芽生えた。サンテティエンヌ市はリヨン市の南西60km（38マイル）にあり、リヨン市とサンテティエンヌ市は、社会的・文化的な差異を持っている。リヨン市は比較的上流階級が多いとされ、サンテティエンヌ市は比較的労働者階級が多いとされている。この対戦は「近年最も成功を収めたクラブ」（リヨン）と「かつてフランス最大だったクラブ」（サンテティエンヌ）の対戦でもあり、シーズンのハイライトのひとつに数えられる。

### ショック・ドゥ・オランピック
マルセイユとの対戦はショック・ドゥ・オランピック（オリンピック・ダービー）と呼ばれ、1945年9月23日に初対戦が行われた。フランスサッカー界で最も重要な対戦のひとつに数えられ、この2クラブ間でリーグ優勝が争われることも多い。4連覇以上を達成したことがあるのはマルセイユ（2度達成）、サンテティエンヌ、リヨン、パリ・サンジェルマンの4クラブのみである。

## ユニフォーム

### スポンサーとサプライヤー
| 期間      | サプライヤー | スポンサー |
| --------- | ------------ | --- |
| 1984-1989 | デュアリグ   | Giraudy Affichage                                                                                             |
| 1989-1991 | デュアリグ   | Le69 |
| 1991-1992 | デュアリグ   | Zenith Datasystem, Canal+（テレビ局）                                                                         |
| 1992-1993 | デュアリグ   | Giraudy,Candia（食品）                                                                                        |
| 1993-1998 | ナイキ       | ソデクソ（フードサービス）, Justin Bridou（食品）                                                             |
| 1998-1999 | ナイキ       | ソデクソ（フードサービス）, Justin Bridou（食品）                                                             |
| 1999-2001 | アディダス   | ソデクソ（フードサービス）, Justin Bridou（食品）                                                             |
| 2001-2003 | アディダス   | コンチネンタル（タイヤ）                                                                                      |
| 2003-2006 | アンブロ     | ルノートラック（自動車）/LG（家電など）                                                                       |
| 2006-2009 | アンブロ     | チケ・レストラン / ノボテル（ホテル）                                                                         |
| 2009-2010 | アンブロ     | PlayStation 3（ゲーム機）/Kool Sheen                                                                          |
| 2010-2011 | アディダス   | Bet Clic（ブックメーカー）                                                                                    |
| 2011-2020 | アディダス   | エベレスト・ポーカー（オンラインカジノ） / ルノートラック→現代自動車（自動車） / クレディ・アグリコル（金融） |
| 2020-     | アディダス   | エミレーツ航空（航空会社）                                                                                    |

サプライヤー
2003年から2010年まではアンブロ（イギリス）がユニフォームの提供を行っていた。2009年8月7日、ユニフォームの提供についてアディダス（ドイツ）と10年契約を結んだことを発表した。契約期間は2010-11シーズンからであり、クラブは年間500万ユーロに加え、ユニフォームの売り上げに基づく追加額を受け取る。。
スポンサー
2008-09シーズンからは、フランス発祥の多国籍企業であるアコーホテルズ（高級ホテルのノボテルなどを運営）と長期のスポンサー契約を交わし、ルノートラックとの契約が終了した。2009年7月22日、パリに拠点を置くオンラインブックメーカーのBetClicとのスポンサー契約が合意に達した。しかし、フランスの法律ではオンライン上のギャンブルが禁じられており、クラブはBetClicのロゴが入ったユニフォームを着用できないことがわかった。同年8月12日にはル・マンFCとのシーズン開幕戦が行われる予定だったが、フランス・プロサッカーリーグ(LFP)によってBetClicのロゴ入りのユニフォームが取り上げられ、LFPはクラブに対して「もし（ロゴ入りのユニフォームを）着用するなら勝ち点剥奪もあり得る」と警告した。クラブは警告に従い、フランス国内で行われる試合では胸スポンサーなしのユニフォームを着用。アウェーで行われたUEFAチャンピオンズリーグのRSCアンデルレヒト戦など、フランス国外ではBetClicのロゴ入りのユニフォームを着用した。2010年1月15日、日本のゲーム会社であるソニー・コンピュータエンタテインメント(SCE)とスポンサー契約を結び、2009-10シーズン終了まで商品名のPlayStation 3のロゴをユニフォームに入れた。2010年、フランスの法律からオンライン上のギャンブルを禁止する項目が削除され、クラブはフランス国内でもBetClicのロゴ入りのユニフォームを着用できるようになった。胸スポンサー以外では、LG（家電など）、APICIL、MDA Électroménagerなどがスポンサーとなっている。
2020年夏からはエミレーツ航空と5年間のスポンサー契約を結んでいる。クープ・ドゥ・フランスの試合では、SFRやCaisse d'Épargne、Pitch（フランスサッカー連盟の主要スポンサーでもある）のスポンサー名が入ったユニフォームを着用し、クープ・ドゥ・ラ・リーグの試合では、LFPの主要スポンサーであるSpeedy Triangleのロゴが入ったユニフォームを着用する。

### デザイン
クラブ創設以来、クラブカラーは赤色・青色・白色であり、中でも白色がメインカラーとなっている。黎明期は全身白色のユニフォームを着用して試合を行っていたが、1955年、クラブはユニフォームの肩部分に赤色と青色を入れ、青色のパンツをはくことを公式に決定した。1961年、肩部分の伝統は排除され、水平方向に赤色の青色のラインが描かれた。この6年後、再び全身白色のユニフォームに戻ったが、赤色と青色のラインは垂直方向に変更されて左半身に残った。1970-71シーズンに初めて着用したこのデザインは1975-76シーズンまで着用された。1976年にはユニフォームの大胆な変更を行った。全身白色のデザインを捨て去り、リヴァプールFC（イングランド）に類似した全身赤色のユニフォームを1989-90シーズンまで着用した。1977-78シーズンと1978-79シーズンは例外的に紺色の縦縞を加えたが、これは失敗だったとみなされている。1989-90シーズン以降は全身白色のユニフォームに回帰した。1995-96シーズン開幕時には縦縞に戻ったが、ユニフォームの左側ではなく中央部分に組み込むことを選び、2001-02シーズンまではこのスタイルを保った。2002-03シーズン、ジャン＝ミシェル・オラス会長はユニフォームの変更を発表した。7連覇中のユニフォームには毎年様々な修正が加えられた。2009-10シーズンには赤色と青色の横縞のユニフォームに回帰した。UEFAチャンピオンズリーグの試合では、赤色、紺色、淡青色、黒色、銀色、蛍光黄色など、ホームユニフォームとして様々な色のユニフォームを着用している。

### 欠番
- 16 –  Luc Borrelli

キーパーのLuc Borrelliは1998年にリヨンに加入したが、1999年2月に道路事故で死去した。その後12年間は誰も背番号16を付けなかったが、2011年に下部組織出身の控えキーパーであるアントニー・ロペスに与えられた。
- 17 –  マルク＝ヴィヴィアン・フォエ

2003年のFIFAコンフェデレーションズカップ、カメルーン対コロンビア戦はスタッド・ジェルランで行われたが、かつてリヨンに属したこともあるマルク＝ヴィヴィアン・フォエ（カメルーン）が試合中に心臓発作で倒れ、28歳の若さで死去した。その後は欠番的な扱いとなっていたが、2008年にフォエと同じカメルーン人のジャン・マクーンの着用が許された。マクーンは2011年1月に退団し、その後1年間は誰も背番号17を付けなかったが、2011年にアレクサンドル・ラカゼット（下部組織出身のフランス人）が付けた。

## タイトル
リヨンはリーグ・アン（1部、かつてはディヴィジョン・アン）で7回のリーグ優勝を果たしており、パリ・サンジェルマンFC（12回）、ASサンテティエンヌ（10回）、オリンピック・マルセイユ（9回）、FCナント（8回）、ASモナコ（8回）に次いでリーグ6位である。2001-02シーズンから2007-08シーズンにかけてリーグ7連覇を達成し、マルセイユとサンテティエンヌが保持していた最長連覇記録（4連覇）を更新した。リーグ・ドゥ（2部、かつてはディヴィジョン・ドゥ）では3回、クープ・ドゥ・フランスでは4回、クープ・ドゥ・ラ・リーグでは1回、トロフェ・デ・シャンピオンでは7回優勝している。UEFAチャンピオンズリーグの常連であり、同大会での最高成績は2009-10シーズンと2019-20シーズンのベスト4である。1997年にはUEFAインタートトカップで優勝した。

### 国内タイトル
- リーグ・アン（ディヴィジョン・アン）：7回

2001-02, 2002-03, 2003-04, 2004-05, 2005-06, 2006-07, 2007-08
- リーグ・ドゥ（ディヴィジョン・ドゥ）：3回

1950-51, 1953-54, 1988-89
- クープ・ドゥ・フランス：5回

1963-64, 1966-67, 1972-73, 2007-08, 2011-12
- クープ・ドゥ・ラ・リーグ：1回

2000-01
- トロフェ・デ・シャンピオン：8回

1973, 2002, 2003, 2004, 2005, 2006, 2007, 2012
- Union des Sociétés Françaises de Sports Athlétiques : 4回

1906, 1907, 1910, 1913

### 国際タイトル
- UEFAインタートトカップ：1回

1997
- ピースカップ：1回

2007

## 過去の成績
| シーズン | リーグ戦              | リーグ戦 | リーグ戦 | リーグ戦 | リーグ戦 | リーグ戦 | リーグ戦 | リーグ戦 | リーグ戦 | カップ戦     | リーグ杯     | 欧州カップ | 欧州カップ           |
| シーズン | ディビジョン          | 試       | 勝       | 分       | 敗       | 得       | 失       | 点       | 順位     | カップ戦     | リーグ杯     | 欧州カップ | 欧州カップ           |
| -------- | --------------------- | -------- | -------- | -------- | -------- | -------- | -------- | -------- | -------- | ------------ | ------------ | ---------- | -------------------- |
| 1950-51  | ディヴィジョン・ドゥ  | 32       | 23       | 4        | 5        | 75       | 41       | 50       | 1位      | ベスト64     | 存在せず     | 存在せず   | 存在せず             |
| 1951-52  | ディヴィジョン・アン  | 34       | 7        | 6        | 21       | 38       | 78       | 20       | 17位     | ベスト64     | 存在せず     | 存在せず   | 存在せず             |
| 1952-53  | ディヴィジョン・ドゥ  | 34       | 12       | 9        | 13       | 41       | 54       | 33       | 8位      | ベスト16     | 存在せず     | 存在せず   | 存在せず             |
| 1953-54  | ディヴィジョン・ドゥ  | 38       | 25       | 8        | 5        | 108      | 44       | 58       | 1位      | ベスト32     | 存在せず     | 存在せず   | 存在せず             |
| 1954-55  | ディヴィジョン・アン  | 34       | 12       | 9        | 13       | 54       | 63       | 33       | 12位     | ベスト16     | 存在せず     | 存在せず   | 存在せず             |
| 1955-56  | ディヴィジョン・アン  | 34       | 15       | 7        | 12       | 50       | 49       | 37       | 8位      | 準決勝敗退   | 存在せず     |            |                      |
| 1956-57  | ディヴィジョン・アン  | 34       | 13       | 4        | 17       | 45       | 53       | 30       | 12位     | ベスト16     | 存在せず     |            |                      |
| 1957-58  | ディヴィジョン・アン  | 34       | 13       | 9        | 12       | 51       | 53       | 35       | 8位      | ベスト16     | 存在せず     |            |                      |
| 1958-59  | ディヴィジョン・アン  | 38       | 16       | 7        | 15       | 62       | 68       | 39       | 9位      | 準々決勝敗退 | 存在せず     |            |                      |
| 1959-60  | ディヴィジョン・アン  | 38       | 10       | 11       | 17       | 41       | 52       | 31       | 16位     | ベスト32     | 存在せず     |            |                      |
| 1960-61  | ディヴィジョン・アン  | 38       | 13       | 8        | 17       | 60       | 71       | 34       | 15位     | ベスト16     | 存在せず     |            |                      |
| 1961-62  | ディヴィジョン・アン  | 38       | 13       | 7        | 18       | 57       | 62       | 33       | 16位     | ベスト32     | 存在せず     |            |                      |
| 1962-63  | ディヴィジョン・アン  | 38       | 15       | 13       | 10       | 52       | 41       | 43       | 5位      | 準優勝       | 存在せず     |            |                      |
| 1963-64  | ディヴィジョン・アン  | 34       | 15       | 9        | 10       | 58       | 53       | 39       | 4位      | 優勝         | 存在せず     | CWC        | 準決勝敗退           |
| 1964-65  | ディヴィジョン・アン  | 34       | 13       | 10       | 11       | 67       | 48       | 36       | 6位      | ベスト64     | 存在せず     | CWC        | 1回戦敗退            |
| 1965-66  | ディヴィジョン・アン  | 38       | 12       | 9        | 17       | 43       | 56       | 33       | 16位     | ベスト16     | 存在せず     |            |                      |
| 1966-67  | ディヴィジョン・アン  | 38       | 10       | 14       | 14       | 40       | 56       | 34       | 15位     | 優勝         | 存在せず     |            |                      |
| 1967-68  | ディヴィジョン・アン  | 38       | 12       | 12       | 14       | 53       | 51       | 36       | 12位     | ベスト16     | 存在せず     | CWC        | 準々決勝敗退         |
| 1968-69  | ディヴィジョン・アン  | 34       | 13       | 6        | 15       | 53       | 51       | 32       | 9位      | ベスト16     | 存在せず     |            |                      |
| 1969-70  | ディヴィジョン・アン  | 34       | 12       | 4        | 18       | 57       | 78       | 28       | 15位     | ベスト16     | 存在せず     |            |                      |
| 1970-71  | ディヴィジョン・アン  | 38       | 14       | 12       | 12       | 51       | 51       | 40       | 7位      | 準優勝       | 存在せず     |            |                      |
| 1971-72  | ディヴィジョン・アン  | 38       | 18       | 9        | 11       | 58       | 45       | 45       | 5位      | ベスト64     | 存在せず     |            |                      |
| 1972-73  | ディヴィジョン・アン  | 38       | 14       | 7        | 17       | 62       | 67       | 35       | 13位     | 優勝         | 存在せず     |            |                      |
| 1973-74  | ディヴィジョン・アン  | 38       | 18       | 11       | 9        | 64       | 51       | 47       | 3位      | 準々決勝敗退 | 存在せず     | CWC        | 2回戦敗退            |
| 1974-75  | ディヴィジョン・アン  | 38       | 16       | 11       | 11       | 64       | 53       | 43       | 3位      | ベスト64     | 存在せず     | UC         | 2回戦敗退            |
| 1975-76  | ディヴィジョン・アン  | 38       | 13       | 7        | 18       | 55       | 61       | 33       | 16位     | 準優勝       | 存在せず     | UC         | 1回戦敗退            |
| 1976-77  | ディヴィジョン・アン  | 38       | 17       | 10       | 11       | 54       | 47       | 44       | 6位      | ベスト64     | 存在せず     |            |                      |
| 1977-78  | ディヴィジョン・アン  | 38       | 12       | 9        | 17       | 56       | 59       | 33       | 17位     | ベスト64     | 存在せず     |            |                      |
| 1978-79  | ディヴィジョン・アン  | 38       | 15       | 10       | 13       | 53       | 56       | 40       | 7位      | ベスト32     | 存在せず     |            |                      |
| 1979-80  | ディヴィジョン・アン  | 38       | 10       | 9        | 19       | 43       | 65       | 29       | 18位     | ベスト64     | 存在せず     |            |                      |
| 1980-81  | ディヴィジョン・アン  | 38       | 14       | 13       | 11       | 70       | 54       | 41       | 6位      | ベスト64     | 存在せず     |            |                      |
| 1981-82  | ディヴィジョン・アン  | 38       | 13       | 6        | 19       | 38       | 46       | 32       | 16位     | ベスト16     | 存在せず     |            |                      |
| 1982-83  | ディヴィジョン・アン  | 38       | 9        | 15       | 14       | 40       | 45       | 33       | 14位     | ベスト16     | 存在せず     |            |                      |
| 1983-84  | ディヴィジョン・アン  | 38       | 11       | 6        | 21       | 57       | 77       | 28       | 19位     | ベスト16     | 存在せず     |            |                      |
| 1984-85  | ディヴィジョン・ドゥB | 34       | 13       | 9        | 12       | 41       | 39       | 35       | 7位      | ベスト64     | 存在せず     |            |                      |
| 1985-86  | ディヴィジョン・ドゥA | 34       | 14       | 12       | 8        | 47       | 31       | 40       | 3位      |              | 存在せず     |            |                      |
| 1986-87  | ディヴィジョン・ドゥB | 34       | 19       | 10       | 5        | 71       | 28       | 48       | 2位      | ベスト16     | 存在せず     |            |                      |
| 1987-88  | ディヴィジョン・ドゥA | 34       | 18       | 8        | 8        | 65       | 44       | 44       | 2位      | ベスト32     | 存在せず     |            |                      |
| 1988-89  | ディヴィジョン・ドゥB | 34       | 19       | 11       | 4        | 66       | 22       | 68       | 1位      | ベスト16     | 存在せず     |            |                      |
| 1989-90  | ディヴィジョン・アン  | 38       | 14       | 11       | 13       | 43       | 41       | 39       | 8位      | ベスト64     | 存在せず     |            |                      |
| 1990-91  | ディヴィジョン・アン  | 38       | 15       | 11       | 12       | 39       | 44       | 41       | 5位      | ベスト64     | 存在せず     |            |                      |
| 1991-92  | ディヴィジョン・アン  | 38       | 10       | 11       | 17       | 25       | 39       | 31       | 16位     | ベスト64     | 存在せず     | UC         | 2回戦敗退            |
| 1992-93  | ディヴィジョン・アン  | 38       | 9        | 15       | 14       | 40       | 45       | 33       | 14位     | ベスト64     | 存在せず     |            |                      |
| 1993-94  | ディヴィジョン・アン  | 38       | 17       | 8        | 13       | 38       | 40       | 42       | 8位      | ベスト32     | 存在せず     |            |                      |
| 1994-95  | ディヴィジョン・アン  | 38       | 19       | 12       | 7        | 56       | 38       | 69       | 2位      | ベスト32     | ベスト16     |            |                      |
| 1995-96  | ディヴィジョン・アン  | 38       | 10       | 18       | 10       | 41       | 41       | 48       | 11位     | ベスト64     | 準優勝       | UC         | 3回戦敗退            |
| 1996-97  | ディヴィジョン・アン  | 38       | 16       | 12       | 10       | 59       | 50       | 60       | 8位      | ベスト32     | ベスト16     |            |                      |
| 1997-98  | ディヴィジョン・アン  | 34       | 16       | 5        | 13       | 39       | 37       | 53       | 6位      | 準決勝敗退   | ベスト32     | UC         | 2回戦敗退            |
| 1998-99  | ディヴィジョン・アン  | 34       | 18       | 9        | 7        | 51       | 31       | 63       | 3位      | ベスト64     | ベスト32     | UC         | 準々決勝敗退         |
| 1999-00  | ディヴィジョン・アン  | 34       | 16       | 8        | 10       | 45       | 42       | 56       | 3位      | 準々決勝敗退 | 準々決勝敗退 | UC         | 3回戦敗退            |
| 2000-01  | ディヴィジョン・アン  | 34       | 17       | 13       | 4        | 57       | 30       | 64       | 2位      | 準々決勝敗退 | 優勝         | CL         | ベスト16             |
| 2001-02  | ディヴィジョン・アン  | 34       | 20       | 6        | 8        | 62       | 32       | 66       | 1位      | ベスト32     | ベスト16     | UC         | 4回戦敗退            |
| 2002-03  | リーグ・アン          | 38       | 19       | 11       | 8        | 63       | 41       | 68       | 1位      | ベスト64     | ベスト16     | UC         | 3回戦敗退            |
| 2003-04  | リーグ・アン          | 38       | 24       | 7        | 7        | 64       | 26       | 79       | 1位      | ベスト16     | ベスト32     | CL         | 準々決勝敗退         |
| 2004-05  | リーグ・アン          | 38       | 22       | 13       | 3        | 56       | 22       | 79       | 1位      | ベスト16     | ベスト32     | CL         | 準々決勝敗退         |
| 2005-06  | リーグ・アン          | 38       | 25       | 9        | 4        | 73       | 31       | 84       | 1位      | 準々決勝敗退 | 2回戦敗退    | CL         | 準々決勝敗退         |
| 2006-07  | リーグ・アン          | 38       | 24       | 9        | 5        | 64       | 27       | 81       | 1位      | ベスト16     | 準優勝       | CL         | ベスト16             |
| 2007-08  | リーグ・アン          | 38       | 24       | 7        | 7        | 74       | 37       | 79       | 1位      | 優勝         | 準々決勝敗退 | CL         | ベスト16             |
| 2008-09  | リーグ・アン          | 38       | 20       | 11       | 7        | 52       | 29       | 71       | 3位      | ベスト16     | ベスト16     | CL         | ベスト16             |
| 2009-10  | リーグ・アン          | 38       | 20       | 12       | 6        | 64       | 38       | 72       | 2位      | ベスト32     | 準々決勝敗退 | CL         | 準決勝敗退           |
| 2010-11  | リーグ・アン          | 38       | 17       | 13       | 8        | 61       | 40       | 64       | 3位      | ベスト32     | ベスト16     | CL         | ベスト16             |
| 2011-12  | リーグ・アン          | 38       | 19       | 7        | 12       | 64       | 51       | 64       | 4位      | 優勝         | 準優勝       | CL         | ベスト16             |
| 2012-13  | リーグ・アン          | 38       | 19       | 10       | 9        | 61       | 38       | 67       | 3位      | ベスト64     | ベスト16     | EL         | ベスト32             |
| 2013-14  | リーグ・アン          | 38       | 17       | 10       | 11       | 56       | 44       | 61       | 5位      | ベスト16     | 準優勝       | CL         | プレーオフ敗退       |
| 2013-14  | リーグ・アン          | 38       | 17       | 10       | 11       | 56       | 44       | 61       | 5位      | ベスト16     | 準優勝       | EL         | 準々決勝敗退         |
| 2014-15  | リーグ・アン          | 38       | 22       | 9        | 7        | 72       | 33       | 75       | 2位      | ベスト32     | ベスト16     | EL         | プレーオフ敗退       |
| 2015-16  | リーグ・アン          | 38       | 19       | 8        | 11       | 67       | 43       | 65       | 2位      | ベスト16     | 準々決勝敗退 | CL         | グループステージ敗退 |
| 2016-17  | リーグ・アン          | 38       | 21       | 4        | 13       | 77       | 48       | 67       | 4位      | ベスト32     | ベスト16     | CL         | グループステージ敗退 |
| 2016-17  | リーグ・アン          | 38       | 21       | 4        | 13       | 77       | 48       | 67       | 4位      | ベスト32     | ベスト16     | EL         | 準決勝敗退           |
| 2017-18  | リーグ・アン          | 38       | 23       | 9        | 6        | 87       | 43       | 78       | 3位      | 準々決勝敗退 | ベスト16     | EL         | ベスト16             |
| 2018-19  | リーグ・アン          | 38       | 21       | 9        | 8        | 70       | 47       | 72       | 3位      | 準決勝敗退   | 準々決勝敗退 | CL         | ベスト16             |
| 2019-20  | リーグ・アン          | 28       | 11       | 7        | 10       | 42       | 27       | 40       | 7位      | 準決勝敗退   | 準優勝       | CL         | 準決勝敗退           |
| 2020-21  | リーグ・アン          | 38       | 22       | 10       | 6        | 81       | 43       | 76       | 4位      | 準々決勝敗退 | 廃止         |            |                      |
| 2021-22  | リーグ・アン          | 38       | 17       | 11       | 10       | 66       | 51       | 61       | 8位      | ベスト64     | 廃止         | EL         | 準々決勝敗退         |
| 2022-23  | リーグ・アン          | 38       | 18       | 8        | 12       | 65       | 47       | 62       | 7位      | 準決勝敗退   | 廃止         |            |                      |

## 現所属メンバー
リーグ・アン2023-24シーズン 基本フォーメーション (3-4-1-2)
2025年1月31日現在
注：選手の国籍表記はFIFAの定めた代表資格ルールに基づく。
| No. | Pos. |                  | 選手名                           |
| --- | ---- | ---------------- | -------------------------------- |
| 3   | DF   | アルゼンチン     | ニコラス・タグリアフィコ ()      |
| 4   | MF   | コートジボワール | ポール・アコク                   |
| 7   | MF   | フランス         | ジョルダン・ヴェレトゥ           |
| 8   | MF   | フランス         | コランタン・トリッソ () (副主将) |
| 10  | FW   | フランス         | アレクサンドル・ラカゼット ()    |
| 11  | FW   | ベルギー         | マリック・フォファナ ()          |
| 15  | MF   | アメリカ合衆国   | タナー・テスマン ★               |
| 16  | DF   | ブラジル         | アブネル・ヴィニシウス ★         |
| 18  | FW   | フランス         | ラヤン・シェルキ () ()           |
| 19  | DF   | セネガル         | ムサ・ニアカテ () ()             |
| 20  | DF   | フランス         | サエル・クンベディ ()            |
| 22  | DF   | アンゴラ         | クリントン・マタ ()              |

| No. | Pos. |                 | 選手名                                  |
| --- | ---- | --------------- | --------------------------------------- |
| 23  | GK   | ブラジル        | ルーカス・ペリ ()                       |
| 27  | DF   | コモロ          | ワルメド・オマリ ()                     |
| 29  | FW   | フランス        | エンゾ・モレべ                          |
| 31  | MF   | セルビア        | ネマニャ・マティッチ ()                 |
| 32  | FW   | アルゼンチン    | ティアゴ・アルマダ ★                    |
| 37  | FW   | ガーナ          | エルネスト・ヌアマ                      |
| 40  | GK   | フランス        | レミ・デカン                            |
| 50  | GK   | マリ共和国      | ラシン・ディアラ                        |
| 55  | DF   | クロアチア      | ドゥイェ・チャレタ＝ツァル              |
| 69  | FW   | ジョージア (国) | ゲオルゲス・ミカウターゼ ()             |
| 98  | MF   | イングランド    | エインズリー・メイトランド＝ナイルズ () |

※括弧内の国旗はその他保有国籍、もしくは市民権、星印は外国人枠選手を示す。
監督
- ファビオ・グロッソ

### ローン移籍選手
in
注：選手の国籍表記はFIFAの定めた代表資格ルールに基づく。
| No. | Pos. |        | 選手名                    |
| --- | ---- | ------ | ------------------------- |
| 27  | DF   | コモロ | ワルメド・オマリ (レンヌ) |

| No. | Pos. |              | 選手名                          |
| --- | ---- | ------------ | ------------------------------- |
| 32  | FW   | アルゼンチン | ティアゴ・アルマダ (ボタフォゴ) |

out
注：選手の国籍表記はFIFAの定めた代表資格ルールに基づく。
| No. | Pos. |          | 選手名                                          |
| --- | ---- | -------- | ----------------------------------------------- |
| --  | GK   | フランス | マテュー・パトゥイエ (ソショー)                 |
| --  | GK   | フランス | ジャスティン・ベンギ (イェディンストヴォ・ウブ) |
| --  | DF   | ブラジル | アドリエウソン (アンデルレヒト)                 |
| --  | DF   | モロッコ | アクラフ・ラージリ (モレンベーク)               |
| --  | MF   | フランス | マアマドゥ・ディアワラ (ル・アーヴル)           |

| No. | Pos. |              | 選手名                                    |
| --- | ---- | ------------ | ----------------------------------------- |
| --  | MF   | フランス     | イスラムディーヌ・ハリファ (モレンベーク) |
| --  | MF   | フランス     | ジョアン・ルプナン (ナント)               |
| --  | MF   | ベルギー     | オレル・マンガラ (エヴァートン)           |
| --  | FW   | アルジェリア | サイード・ベンラーマ (ネオム)             |
| --  | FW   | スウェーデン | アミン・サール() (エラス・ヴェローナ)     |

## 歴代所属選手

### 個人賞受賞者
リーグ・アン最優秀選手賞
- 2004-2005  マイケル・エッシェン
- 2005-2006  ジュニーニョ・ペルナンブカーノ
- 2006-2007  フローラン・マルダ
- 2007-2008  カリム・ベンゼマ
- 2009-2010  リサンドロ・ロペス
- 2014-2015  アレクサンドル・ラカゼット